# Quận Conecuh, Alabama
Quận Conecuh là một quận thuộc tiểu bang Alabama, Hoa Kỳ. Quận lỵ đóng ở Evergreen, Alabama. Dân số thời điểm năm 2000 là 14.089 người. Quận được lập ngày 13/2/1818.